# Effectif des équipes à la Coupe du monde de football 1938
Cette page contient la liste de toutes les équipes et leurs joueurs ayant participé à la phase finale de la Coupe du monde de football 1938. L'âge et le nombre de sélections sont ceux au début de la compétition.

## Allemagne
Entraîneur : Sepp Herberger
| No. | Pos.      | Joueur              | Date de naissance et âge | Sélec. | Club                  |
| --- | --------- | ------------------- | ------------------------ | ------ | --------------------- |
| -   | Gardien   | Fritz Buchloh       | 26 novembre 1909         | 17     | VfB Speldorf          |
| -   | Attaquant | Josef Gauchel       | 11 septembre 1916        | 6      | TuS Koblenz-Neuendorf |
| -   | Attaquant | Rudolf Gellesch     | 1er mai 1914             | 14     | FC Schalke 04         |
| -   | Milieu    | Ludwig Goldbrunner  | 5 mars 1908              | 31     | Bayern Munich         |
| -   | Attaquant | Wilhelm Hahnemann   | 14 avril 1914            | 0      | Admira Vienne*        |
| -   | Gardien   | Hans Jakob          | 16 juin 1908             | 35     | Jahn Regensburg       |
| -   | Défenseur | Paul Janes          | 10 mars 1912             | 34     | Fortuna Düsseldorf    |
| -   | Milieu    | Albin Kitzinger     | 1er février 1912         | 18     | 1. FC Schweinfurt 05  |
| -   | Milieu    | Andreas Kupfer      | 7 mai 1914               | 10     | 1. FC Schweinfurt 05  |
| -   | Attaquant | Ernst Lehner        | 7 novembre 1912          | 39     | Schwaben Augsburg     |
| -   | Milieu    | Hans Mock           | 9 décembre 1906          | 0      | Austria Vienne*       |
| -   | Défenseur | Reinhold Münzenberg | 25 janvier 1909          | 39     | Alemannia Aachen      |
| -   | Attaquant | Leopold Neumer      | 8 février 1919           | 0      | Austria Vienne*       |
| -   | Attaquant | Hans Pesser         | 7 novembre 1911          | 1      | Rapid de Vienne*      |
| -   | Gardien   | Rudolf Raftl        | 7 février 1911           | 0      | Rapid de Vienne*      |
| -   | Défenseur | Willibald Schmaus   | 16 juin 1911             | 0      | First Vienna*         |
| -   | Attaquant | Otto Siffling       | 3 août 1912              | 31     | Waldhof Mannheim      |
| -   | Milieu    | Stefan Skoumal      | 29 novembre 1909         | 0      | Rapid de Vienne*      |
| -   | Défenseur | Jakob Streitle      | 11 décembre 1916         | 0      | FC Bayern Munchen     |
| -   | Attaquant | Josef Stroh         | 5 mars 1913              | 0      | Austria Vienne*       |
| -   | Attaquant | Fritz Szepan        | 2 septembre 1907         | 30     | FC Schalke 04         |
| -   | Milieu    | Franz Wagner        | 23 septembre 1911        | 0      | Rapid de Vienne*      |

- L'Autriche fait partie de l'Allemagne. Voir : Anschluss.

## Belgique
Entraîneur :  Jack Butler
| No. | Pos.      | Joueur                | Date de naissance et âge | Sélec. | Club                                    |
| --- | --------- | --------------------- | ------------------------ | ------ | --------------------------------------- |
| -   | Gardien   | Arnold Badjou         | 26 juin 1909             | 29     | Daring Club de Bruxelles Societe Royale |
| -   | Gardien   | Robert Braet          | 11 février 1912          | 14     | Cercle Bruges KSV                       |
| -   | Attaquant | Raymond Braine        | 28 avril 1907            | 47     | K Beerschot VAC                         |
| -   | Attaquant | Fernand Buyle         | 3 mars 1918              | 10     | Daring Club de Bruxelles Societe Royale |
| -   | Attaquant | Jean Capelle          | 26 octobre 1913          | 30     | Standard de Liège                       |
| -   | Attaquant | Arthur Ceuleers       | 28 février 1916          | 4      | K Beerschot VAC                         |
| -   | Milieu    | Pierre Dalem          | 16 mars 1912             | 22     | Standard de Liège                       |
| -   | Milieu    | Alfons De Winter      | 12 septembre 1908        | 18     | K Beerschot VAC                         |
| -   | Attaquant | Jean Fievez           |                          | 4      | RWD de Molenbeek                        |
| -   | Défenseur | Frans Gommers         | 5 avril 1917             | 1      | K Beerschot VAC                         |
| -   | Milieu    | Paul Henry            | 6 septembre 1912         | 1      | Daring Club de Bruxelles Societe Royale |
| -   | Attaquant | Henri Isemborghs      | 30 janvier 1914          | 11     | K Beerschot VAC                         |
| -   | Attaquant | Joseph Nelis          | 1er avril 1917           | 2      | Royal Berchem Sport                     |
| -   | Défenseur | Robert Paverick       | 29 novembre 1912         | 26     | Royal Antwerp FC                        |
| -   | Défenseur | Jean Petit            | 25 février 1914          | 4      | Standard de Liège                       |
| -   | Défenseur | Corneel Seys          | 12 février 1912          | 1      | K Beerschot VAC                         |
| -   | Défenseur | Philibert Smellinckx  | 17 janvier 1911          | 19     | Royale Union Saint-Gilloise             |
| -   | Milieu    | Émile Stijnen         | 2 novembre 1907          | 25     | Royal Olympic Club de Charleroi         |
| -   | Milieu    | John Van Alphen       | 17 juin 1914             | 4      | K Beerschot VAC                         |
| -   | Attaquant | Charles Vanden Wouwer | 7 septembre 1916         | 5      | K Beerschot VAC                         |
| -   | Gardien   | André Vandeweyer      | 21 juin 1909             | 5      | Royale Union Saint-Gilloise             |
| -   | Attaquant | Bernard Voorhoof      | 10 mai 1910              | 54     | Lierse SK                               |

## Brésil
Entraîneur : Adhemar Pimenta
| No. | Pos.      | Joueur           | Date de naissance et âge | Sélec. | Club                |
| --- | --------- | ---------------- | ------------------------ | ------ | ------------------- |
| -   | Milieu    | Afonsinho        | 8 mars 1914              |        | São Cristóvão       |
| -   | Milieu    | Argemiro         | 3 juin 1915              |        | Portuguesa Santista |
| -   | Gardien   | Batatais         | 20 mai 1910              |        | Fluminense          |
| -   | Milieu    | Brandão          | 1er janvier 1910         |        | Corinthians         |
| -   | Milieu    | Britto           | 6 mai 1914               |        | América Mineiro     |
| -   | Défenseur | Domingos da Guia | 19 novembre 1912         |        | Flamengo            |
| -   | Attaquant | Hércules         | 2 juillet 1912           |        | Fluminense          |
| -   | Défenseur | Jaú              | 17 décembre 1909         |        | Corinthians         |
| -   | Attaquant | Leônidas         | 9 juin 1913              |        | Flamengo            |
| -   | Attaquant | Lopes            | 1er novembre 1910        |        | Corinthians         |
| -   | Attaquant | Luizinho         | 29 mars 1911             |        | SS Palestra Italia  |
| -   | Défenseur | Machado          | 1er janvier 1909         |        | Fluminense          |
| -   | Milieu    | Martim           | 21 avril 1911            |        | Botafogo            |
| -   | Défenseur | Nariz            | 8 décembre 1912          |        | Botafogo            |
| -   | Attaquant | Niginho          | 12 février 1912          |        | Vasco da Gama       |
| -   | Attaquant | Patesko          | 12 novembre 1910         |        | Botafogo            |
| -   | Attaquant | Perácio          | 2 novembre 1917          |        | Botafogo            |
| -   | Attaquant | Roberto          | 20 juin 1912             |        | São Cristóvão       |
| -   | Attaquant | Romeu            | 26 mars 1911             |        | Fluminense          |
| -   | Attaquant | Tim              | 20 février 1915          |        | Fluminense          |
| -   | Gardien   | Walter           | 17 juillet 1912          |        | Flamengo            |
| -   | Milieu    | Zezé Procópio    | 12 août 1913             |        | Botafogo            |

## Cuba
Entraîneur : José Tapia
| No. | Pos.      | Joueur                 | Date de naissance et âge | Sélec. | Club               |
| --- | --------- | ---------------------- | ------------------------ | ------ | ------------------ |
| -   | Attaquant | Juan Alonzo            | 1911                     |        | Fortuna Havana     |
| -   | Milieu    | Joaquín Arias          | 12 novembre 1914         |        | Juventud Asturiana |
| -   | Gardien   | Juan Ayra              | 1911                     |        | CD Centro Gallego  |
| -   | Défenseur | Jacinto Barquín        | 3 septembre 1915         |        | CD Puentes Grandes |
| -   | Milieu    | Pedro Berges           | 1906                     |        | Iberia Havana      |
| -   | Gardien   | Benito Carvajales      | 1913                     |        | Juventud Asturiana |
| -   | Défenseur | Manuel Chorens         | 22 janvier 1916          |        | CD Centro Gallego  |
| -   | Attaquant | Tomás Fernández        | 1915                     |        | CD Centro Gallego  |
| -   | Attaquant | Pedro Ferrer           | 1908                     |        | Iberia Havana      |
| -   | Milieu    | Arturo Galceran        |                          |        | Juventud Asturiana |
| -   | Attaquant | José Magriñá           |                          |        | CD Centro Gallego  |
| *   | Attaquant | Carlos Oliveira        |                          |        | Hispano America    |
| -   | Milieu    | José Antonio Rodríguez |                          |        | CD Centro Gallego  |
| -   | Attaquant | Héctor Socorro         | 26 juin 1912             |        | CD Puentes Grandes |
| -   | Attaquant | Mario Sosa             | 1910                     |        | Iberia Havana      |
| -   | Attaquant | Juan Tuñas             | 1er février 1917         |        | Juventud Asturiana |

## France
Entraîneur : Gaston Barreau
| No. | Pos.      | Joueur                | Date de naissance et âge | Sélec. | Club                      |
| --- | --------- | --------------------- | ------------------------ | ------ | ------------------------- |
| -   | Attaquant | Alfred Aston          | 16 mai 1912              | 15     | Red Star Olympique        |
| -   | Milieu    | Jean Bastien          | 21 juin 1915             | 0      | Olympique de Marseille    |
| -   | Défenseur | Abdelkader Ben Bouali | 25 octobre 1912          | 1      | Olympique de Marseille    |
| -   | Milieu    | François Bourbotte    | 24 février 1913          | 9      | Sporting Club fivois      |
| -   | Attaquant | Michel Brusseaux      | 19 mars 1913             | 1      | Football Club de Sète     |
| -   | Défenseur | Hector Cazenave       | 13 avril 1914            | 6      | FC Sochaux-Montbéliard    |
| -   | Attaquant | Roger Courtois        | 30 mai 1912              | 19     | FC Sochaux-Montbéliard    |
| -   | Gardien   | Julien Darui          | 16 février 1916          | 0      | Olympique lillois         |
| -   | Attaquant | Edmond Delfour        | 1er novembre 1907        | 39     | Racing Club de Roubaix    |
| -   | Gardien   | Laurent Di Lorto      | 1er janvier 1909         | 9      | FC Sochaux-Montbéliard    |
| -   | Milieu    | Raoul Diagne          | 10 novembre 1910         | 11     | Racing Club de Paris      |
| -   | Attaquant | Oscar Heisserer       | 18 juillet 1918          | 6      | Racing Club de Strasbourg |
| -   | Milieu    | Lucien Jasseron       | 29 décembre 1913         | 0      | Le Havre Athletic Club    |
| -   | Milieu    | Auguste Jordan        | 21 février 1909          | 3      | Racing Club de Paris      |
| -   | Attaquant | Ignace Kowalczyk      | 27 décembre 1913         | 5      | Football Club de Metz     |
| -   | Gardien   | René Llense           | 14 juillet 1913          | 9      | Football Club de Sète     |
| -   | Défenseur | Étienne Mattler       | 25 décembre 1905         | 38     | FC Sochaux-Montbéliard    |
| -   | Attaquant | Jean Nicolas          | 9 juin 1913              | 22     | Football Club de Rouen    |
| -   | Défenseur | César Povolny         |                          | 0      | Le Havre Athletic Club    |
| -   | Défenseur | Jules Vandooren       | 30 décembre 1908         | 14     | Olympique lillois         |
| -   | Attaquant | Émile Veinante        | 12 juin 1907             | 18     | Racing Club de Paris      |
| -   | Attaquant | Mario Zatelli         | 21 décembre 1912         | 0      | Olympique de Marseille    |

## Hongrie
Entraîneurs : Károly Dietz et Alfréd Schaffer
| No. | Pos.      | Joueur           | Date de naissance et âge | Sélec. | Club                      |
| --- | --------- | ---------------- | ------------------------ | ------ | ------------------------- |
| -   | Milieu    | István Balogh    | 21 septembre 1912        | 3      | Újpest Football Club      |
| -   | Attaquant | Mihály Bíró      | 20 juillet 1914          | 0      | Ferencváros Football Club |
| -   | Défenseur | Sándor Bíró      | 19 août 1911             | 26     | Hungária Football Club    |
| -   | Attaquant | László Cseh      | 1910                     | 32     | Hungária Football Club    |
| -   | Milieu    | János Dudás      | 13 février 1911          | 12     | Hungária Football Club    |
| -   | Gardien   | József Háda      | 2 mars 1911              | 15     | Ferencváros Football Club |
| -   | Attaquant | Vilmos Kohut     | 17 juillet 1906          | 24     | Olympique de Marseille    |
| -   | Défenseur | Lajos Korányi    | 15 mai 1907              | 30     | Ferencváros Football Club |
| -   | Milieu    | Gyula Lázár      | 24 janvier 1911          | 34     | Ferencváros Football Club |
| -   | Gardien   | József Pálinkás  | 1912                     | 5      | Szeged Football Club      |
| -   | Défenseur | Gyula Polgár     | 8 février 1912           | 14     | Ferencváros Football Club |
| -   | Milieu    | Béla Sárosi      | 15 mai 1919              | 0      | Ferencváros Football Club |
| -   | Attaquant | György Sárosi    | 15 septembre 1912        | 42     | Ferencváros Football Club |
| -   | Attaquant | Ferenc Sas       | 15 mars 1915             | 13     | Hungária Football Club    |
| -   | Gardien   | Antal Szabó      | 4 septembre 1910         | 32     | Hungária Football Club    |
| -   | Milieu    | Antal Szalay     | 12 mars 1912             | 19     | Újpest Football Club      |
| -   | Milieu    | György Szűcs     | 23 avril 1912            | 23     | Újpest Football Club      |
| -   | Attaquant | Pál Titkos       | 8 janvier 1908           | 45     | Hungária Football Club    |
| -   | Attaquant | Géza Toldi       | 11 février 1909          | 39     | Ferencváros Football Club |
| -   | Milieu    | József Turay     | 1er mars 1905            | 41     | Hungária Football Club    |
| -   | Attaquant | Jenő Vincze      | 20 novembre 1908         | 22     | Újpest Football Club      |
| -   | Attaquant | Gyula Zsengellér | 27 décembre 1915         | 9      | Újpest Football Club      |

## Indes orientales néerlandaises
Entraîneur : Johannes Christoffel van Mastenbroek
| No. | Pos.      | Joueur              | Date de naissance et âge | Sélec. | Club                  |
| --- | --------- | ------------------- | ------------------------ | ------ | --------------------- |
| -   | Milieu    | Sutan Anwar         | 21 mars 1914             |        | VIOS Batavia          |
|     | Gardien   | L.N. Van Beusekom   |                          |        | Hercules Batavia      |
| -   | Défenseur | Dorst               |                          |        |                       |
| -   | Milieu    | G.H.V.L. Faulhaber  |                          |        | Djocoja Djokjakarta   |
| -   | Défenseur | J. Harting          |                          |        | HBS Soerabaja         |
| -   | Défenseur | Frans G. Hu Kon     | 1917                     |        | Sparta Batavia        |
| -   | Milieu    | Frans Alfred Meeng  | 18 janvier 1910          |        | SVVB Batavia          |
| -   | Milieu    | Achmad Nawir        | 1911                     |        | HBS Soerabaja         |
| -   | Attaquant | Isaak Pattiwael     | 23 février 1914          |        | VV Jong Ambon Batavia |
| -   | Défenseur | Jack Samuels        | 1912                     |        | Excelsior Soerabaja   |
| -   | Attaquant | Suvarte Soedarmadji | 6 décembre 1915          |        | HBS Soerabaja         |
| -   | Attaquant | Hans Taihuttu       | 1909                     |        | VV Jong Ambon Batavia |
| -   | Attaquant | Tan Hong Djien      | 12 janvier 1916          |        | Tiong Hoa Soerabaja   |
| -   | Gardien   | Tan Mo Heng         | 28 février 1913          |        | HCTNH Soerabaja       |
| -   | Attaquant | Tan See Han         |                          |        | Gie Hoo Soerabaja     |
| -   | Attaquant | Teilherber          |                          |        | Djocoja Djokjakarta   |
| -   | Attaquant | R. Telwe            |                          |        | HBS Soerabaja         |
| -   | Milieu    | G. Van Den Burgh    |                          |        | SVV Semarang          |
| -   | Attaquant | Hendrikus Zomers    |                          |        | Hercules Batavia      |

## Italie
Entraîneur : Vittorio Pozzo
| No. | Pos.      | Joueur           | Date de naissance et âge | Sélec. | Club                       |
| --- | --------- | ---------------- | ------------------------ | ------ | -------------------------- |
| -   | Milieu    | Michele Andreolo | 6 septembre 1912         | 11     | Bologne Football Club      |
| -   | Attaquant | Sergio Bertoni   | 23 septembre 1915        | 3      | Associazione Calcio Pise   |
| -   | Attaquant | Amedeo Biavati   | 4 avril 1915             | 0      | Bologne Football Club      |
| -   | Gardien   | Carlo Ceresoli   | 14 mai 1910              | 7      | Bologne Football Club      |
| -   | Milieu    | Bruno Chizzo     | 19 avril 1916            | 0      | ASPE Trieste               |
| -   | Attaquant | Gino Colaussi    | 4 mars 1914              | 12     | ASPE Trieste               |
| -   | Milieu    | Aldo Donati      | 29 septembre 1910        | 0      | Associazione Sportiva Rome |
| -   | Attaquant | Giovanni Ferrari | 6 décembre 1907          | 38     | Ambrosiana-Inter           |
| -   | Attaquant | Pietro Ferraris  | 15 février 1912          | 3      | Ambrosiana-Inter           |
| -   | Défenseur | Alfredo Foni     | 20 novembre 1911         | 6      | Juventus de Turin          |
| -   | Milieu    | Mario Genta      | 1er mars 1912            | 0      | Genoa CFC                  |
| -   | Milieu    | Ugo Locatelli    | 5 février 1916           | 7      | Ambrosiana-Inter           |
| -   | Gardien   | Guido Masetti    | 22 novembre 1907         | 1      | Associazione Sportiva Rome |
| -   | Milieu    | Giuseppe Meazza  | 23 août 1910             | 43     | Ambrosiana-Inter           |
| -   | Défenseur | Eraldo Monzeglio | 5 juin 1906              | 32     | Associazione Sportiva Rome |
| -   | Gardien   | Aldo Olivieri    | 2 octobre 1910           | 8      | US Lucchese-Libertas Lucca |
| -   | Milieu    | Renato Olmi      | 12 juillet 1914          | 0      | Ambrosiana-Inter           |
| -   | Attaquant | Pietro Pasinati  | 21 juillet 1910          | 10     | ASPE Trieste               |
| -   | Milieu    | Mario Perazzolo  | 7 juin 1911              | 2      | Genoa CFC                  |
| -   | Attaquant | Silvio Piola     | 29 septembre 1913        | 14     | Lazio de Rome              |
| -   | Défenseur | Pietro Rava      | 21 janvier 1916          | 11     | Juventus de Turin          |
| -   | Milieu    | Pietro Serantoni | 11 décembre 1906         | 9      | Associazione Sportiva Rome |

## Norvège
Entraîneur : Asbjørn Halvorsen
| No. | Pos.      | Joueur             | Date de naissance et âge | Sélec. | Club                      |
| --- | --------- | ------------------ | ------------------------ | ------ | ------------------------- |
| -   | Attaquant | Arne Brustad       | 14 avril 1912            | 19     | SFK Lyn Oslo              |
| -   | Attaquant | Knut Brynildsen    | 23 juillet 1917          | 1      | Fredrikstad footballklubb |
| -   | Défenseur | Nils Eriksen       | 5 mars 1911              | 34     | ODD Grenland              |
| -   | Attaquant | Odd Frantzen       | 20 janvier 1913          | 14     | Sportsklubben Hardy       |
| -   | Milieu    | Kristian Henriksen | 3 mars 1911              | 12     | SFK Lyn Oslo              |
| -   | Milieu    | Rolf Holmberg      | 24 août 1914             | 18     | ODD Grenland              |
| -   | Défenseur | Øivind Holmsen     | 28 avril 1912            | 22     | SFK Lyn Oslo              |
| -   | Attaquant | Arne Ileby         | 2 décembre 1913          | 0      | Fredrikstad footballklubb |
| -   | Attaquant | Magnar Isaksen     | 13 octobre 1910          | 12     | SFK Lyn Oslo              |
| -   | Défenseur | Rolf Johannessen   | 15 mars 1910             | 11     | Fredrikstad footballklubb |
| -   | Gardien   | Henry Johansen     | 21 juillet 1904          | 44     | Vålerenga Fotball         |
| -   | Défenseur | Jørgen Juve        | 22 novembre 1906         | 45     | SFK Lyn Oslo              |
| -   | Attaquant | Reidar Kvammen     | 23 juillet 1914          | 29     | Viking Fotballklubb       |
| -   | Gardien   | Sverre Nordby      | 13 mars 1910             | 2      | Mjøndalen Idrettsforening |
| -   | Défenseur | Roald Amundsen*    | 18 septembre 1913        | 0      | Mjøndalen Idrettsforening |
| -   | Milieu    | Oddmund Andersen*  | 21 décembre 1915         | 1      | Mjøndalen Idrettsforening |
| -   | Milieu    | Gunnar Andreassen* | 5 janvier 1913           | 0      | Fredrikstad footballklubb |
| -   | Attaquant | Hjalmar Andresen*  | 18 juillet 1914          | 0      | Sarpsborg Fotballklubb    |
| -   | Milieu    | Sverre Hansen*     | 23 juin 1913             | 0      | Idrettsforeningen Fram    |
| -   | Gardien   | Anker Kihle*       | 19 avril 1917            | 0      | Storms Ballklubb          |
| -   | Attaquant | Alf Martinsen*     | 29 décembre 1911         | 17     | Lillestrøm Sportsklubb    |
| -   | Milieu    | Frithjof Ulleberg* | 10 septembre 1911        | 14     | SFK Lyn Oslo              |

- Les réservistes norvégiens ne font pas le déplacement en France.

## Pays-Bas
Entraîneur :  Bob Glendenning
| No. | Pos.      | Joueur                       | Date de naissance et âge | Sélec. | Club                            |
| --- | --------- | ---------------------------- | ------------------------ | ------ | ------------------------------- |
| -   | Milieu    | Wim Anderiesen               | 27 novembre 1903         | 40     | Ajax Amsterdam                  |
| -   | Défenseur | Dick Been                    | 2 juillet 1909           | 0      | Ajax Amsterdam                  |
| -   | Défenseur | Bertus Caldenhove            | 19 janvier 1914          | 18     | Door Wilskracht Sterk Amsterdam |
| -   | Attaquant | Piet de Boer                 | 10 octobre 1919          | 1      | Kooger Football Club            |
| -   | Attaquant | Johannes Lambertus de Harder | 14 janvier 1920          | 1      | VUC Den Haag                    |
| -   | Attaquant | Arie de Winter               | 27 octobre 1913          | 0      | HFC Haarlem                     |
| -   | Attaquant | Daaf Drok                    | 23 mai 1914              | 7      | Rotterdamsche Football Club     |
| -   | Milieu    | Frans Hogenbirk              | 18 mars 1919             | 0      | Be Quick 1887                   |
| -   | Gardien   | Niek Michel                  | 30 septembre 1912        | 0      | Velseroorder Sport Vereniging   |
| -   | Attaquant | Karel Ooms                   | 9 juin 1917              | 0      | DWV Amsterdam                   |
| -   | Milieu    | Bas Paauwe                   | 4 octobre 1911           | 21     | Feyenoord Rotterdam             |
| -   | Milieu    | Rene Pijpers                 | 15 septembre 1917        | 0      | RFC Roermond                    |
| -   | Défenseur | Hendrikus Plenter            | 23 juin 1913             | 0      | Be Quick 1887                   |
| -   | Attaquant | Piet Punt                    | 6 février 1909           | 1      | Dordrechtse Football Club       |
| -   | Attaquant | Kick Smit                    | 3 novembre 1911          | 21     | HFC Haarlem                     |
| -   | Attaquant | Frans van der Veen           | 25 mars 1918             | 1      | Heracles Almelo                 |
| -   | Milieu    | Puck van Heel                | 21 janvier 1904          | 62     | Feyenoord Rotterdam             |
| -   | Gardien   | Adri van Male                | 7 octobre 1910           | 9      | Feyenoord Rotterdam             |
| -   | Attaquant | Henk van Spaandonck          | 25 juin 1913             | 7      | Neptunus Rotterdam              |
| -   | Attaquant | Leen Vente                   | 14 mai 1911              | 14     | Neptunus Rotterdam              |
| -   | Défenseur | Mauk Weber                   | 1er mars 1914            | 25     | ADO Den Haag                    |
| -   | Attaquant | Frank Wels                   | 21 février 1909          | 35     | GVV Unitas Gorinchem            |

## Pologne
Entraîneur : Józef Kałuża
| No. | Pos.      | Joueur                | Date de naissance et âge | Sélec. | Club                    |
| --- | --------- | --------------------- | ------------------------ | ------ | ----------------------- |
| -   | Attaquant | Stanisław Baran       | 26 avril 1920            | 0      | Warszawianka Warszawa   |
| -   | Gardien   | Walter Brom           | 14 février 1921          | 0      | Ruch Chorzów            |
| -   | Attaquant | Ewald Cebula          | 22 mars 1917             | 0      | KS Śląsk Świętochłowice |
| -   | Milieu    | Ewald Dytko           | 18 octobre 1914          | 16     | Dąb Katowice            |
| -   | Défenseur | Antoni Gałecki        | 4 juin 1906              | 16     | ŁKS Łódź                |
| -   | Défenseur | Edmund Giemsa         | 16 octobre 1912          | 6      | Ruch Chorzów            |
| -   | Milieu    | Wilhelm Góra          | 18 janvier 1916          | 8      | Cracovia                |
| -   | Attaquant | Bolesław Habowski     | 13 septembre 1914        | 1      | Wisła Cracovie          |
| -   | Attaquant | Józef Korbas          | 11 novembre 1914         | 1      | Cracovia                |
| -   | Milieu    | Kazimierz Lis         |                          | 0      | Warta Poznań            |
| -   | Attaquant | Antoni Łyko           | 27 mai 1907              | 1      | Wisła Cracovie          |
| -   | Gardien   | Edward Madejski       | 11 août 1914             | 6      | Wisła Cracovie          |
| -   | Milieu    | Erwin Nyc             | 24 mai 1914              | 4      | Polonia Varsovie        |
| -   | Attaquant | Leonard Piątek        | 3 octobre 1913           | 9      | AKS Wyzwolenie Chorzów  |
| -   | Attaquant | Ryszard Piec          | 17 août 1913             | 18     | Naprzód Lipiny          |
| -   | Milieu    | Wilhelm Piec          | 7 janvier 1915           | 3      | Naprzód Lipiny          |
| -   | Attaquant | Fryderyk Scherfke     | 7 septembre 1909         | 12     | Warta Poznań            |
| -   | Défenseur | Władysław Szczepaniak | 19 mai 1910              | 22     | Polonia Varsovie        |
| -   | Défenseur | Edmund Twórz          | 1914                     | 2      | Warta Poznań            |
| -   | Milieu    | Jan Wasiewicz         | 6 janvier 1911           | 14     | Pogoń Lviv              |
| -   | Attaquant | Ernest Wilimowski     | 23 juin 1916             | 14     | Ruch Chorzów            |
| -   | Attaquant | Gerard Wodarz         | 10 août 1913             | 24     | Ruch Chorzów            |

## Roumanie
Entraîneurs : Alexandru Săvulescu et Costel Rădulescu
| No. | Pos.      | Joueur               | Date de naissance et âge | Sélec. | Club                  |
| --- | --------- | -------------------- | ------------------------ | ------ | --------------------- |
| -   | Attaquant | Iuliu Baratky        | 14 mai 1910              | 10     | Rapid Bucarest        |
| -   | Milieu    | Andrei Bărbulescu    | 25 mars 1917             | 2      | Venus FC Bucarest     |
| -   | Attaquant | Silviu Bindea        | 24 octobre 1912          | 18     | Ripensia Timisoara    |
| -   | Attaquant | Iuliu Bodola         | 26 février 1912          | 39     | Venus FC Bucarest     |
| -   | Attaquant | Ioan Bogdan          | 6 mars 1915              | 1      | Rapid Bucarest        |
| -   | Milieu    | Gheorghe Brandabura  | 23 février 1913          | 4      | Juventus Bucarest     |
| -   | Attaquant | Coloman Braun-Bogdan | 13 octobre 1905          | 0      | Juventus Bucarest     |
| -   | Défenseur | Rudolf Bürger        | 31 octobre 1908          | 27     | Ripensia Timisoara    |
| -   | Défenseur | Vasile Chiroiu       | 13 août 1910             | 5      | Ripensia Timisoara    |
| -   | Milieu    | Vintilă Cossini      | 21 novembre 1913         | 12     | Rapid Bucarest        |
| -   | Gardien   | Mircea David         | 16 octobre 1914          | 4      | Venus FC Bucarest     |
| -   | Attaquant | Ştefan Dobay         | 26 septembre 1909        | 33     | Ripensia Timisoara    |
| -   | Défenseur | Iacob Felecan        | 1914                     | 4      | Victoria Cluj         |
| -   | Attaquant | Nicolae Kovacs       | 29 octobre 1911          | 35     | Clubul Atletic Oradea |
| -   | Attaquant | Ioachim Moldoveanu   | 1910                     | 3      | Rapid Bucarest        |
| -   | Attaquant | Edmund Nagy          |                          | 0      | Crişana Oradea        |
| -   | Gardien   | Dumitru Pavlovici    | 26 avril 1912            | 8      | Ripensia Timisoara    |
| -   | Attaquant | Iuliu Prassler       | 1916                     | 1      | AMEF Arad             |
| -   | Milieu    | Gheorghe Rășinaru    | 10 février 1915          | 1      | Rapid Bucarest        |
| -   | Milieu    | László Raffinsky     | 23 avril 1905            | 18     | Rapid Bucarest        |
| -   | Gardien   | Róbert Szádowsky     | 16 août 1914             | 1      | AMEF Arad             |
| -   | Défenseur | Lazăr Sfera          | 29 avril 1909            | 5      | Venus FC Bucarest     |

## Suède
Entraîneur :  József Nagy
| No. | Pos.      | Joueur             | Date de naissance et âge | Sélec. | Club            |
| --- | --------- | ------------------ | ------------------------ | ------ | --------------- |
| -   | Gardien   | Henock Abrahamsson | 29 octobre 1909          | 0      | Gårda Bollklubb |
| -   | Milieu    | Erik Almgren       | 28 janvier 1908          | 5      | AIK Solna       |
| -   | Attaquant | Åke Andersson      | 22 avril 1917            | 2      | GAIS            |
| -   | Attaquant | Harry Andersson    | 7 mars 1913              | 0      | IK Sleipner     |
| -   | Attaquant | Curt Bergsten      | 21 août 1915             | 6      | Landskrona BoIS |
| -   | Attaquant | Lennart Bunke      |                          |        | Helsingborgs IF |
| -   | Défenseur | Ivar Eriksson      | 25 décembre 1909         | 1      | Sandvikens IF   |
| -   | Milieu    | Karl-Erik Grahn    | 5 novembre 1914          | 15     | IF Elfsborg     |
| -   | Attaquant | Knut Hansson       | 9 mai 1911               | 4      | Landskrona BoIS |
| -   | Milieu    | Sven Jacobsson     | 17 avril 1914            | 2      | GAIS            |
| -   | Attaquant | Sven Jonasson      | 9 juillet 1909           | 28     | IF Elfsborg     |
| -   | Défenseur | Olle Källgren      | 7 septembre 1907         | 6      | Sandvikens IF   |
| -   | Attaquant | Tore Keller        | 4 janvier 1905           | 22     | IK Sleipner     |
| -   | Milieu    | Arne Linderholm    | 22 février 1916          | 0      | IK Sleipner     |
| -   | Défenseur | Erik Nilsson       | 6 août 1916              | 0      | Malmö FF        |
| -   | Défenseur | Harry Nilsson      |                          | 0      | Landskrona BoIS |
| -   | Attaquant | Arne Nyberg        | 20 juin 1913             | 2      | IFK Göteborg    |
| -   | Attaquant | Erik Persson       | 19 novembre 1909         | 27     | AIK Solna       |
| -   | Gardien   | Gustav Sjöberg     | 23 mars 1913             | 7      | AIK Solna       |
| -   | Milieu    | Kurt Svanström     | 24 mars 1915             | 4      | Örgryte IS      |
| -   | Attaquant | Sven Unger         |                          |        | IK Sleipner     |
| -   | Attaquant | Gustav Wetterström | 15 octobre 1911          | 4      | IK Sleipner     |

## Suisse
Entraîneur :  Karl Rappan
| No. | Pos.      | Joueur              | Date de naissance et âge | Sélec. | Club                      |
| --- | --------- | ------------------- | ------------------------ | ------ | ------------------------- |
| -   | Attaquant | André Abegglen      | 7 mars 1909              |        | FC Sochaux-Montbéliard    |
| -   | Attaquant | Georges Aeby        | 10 septembre 1910        |        | Servette de Genève        |
| -   | Attaquant | Paul Aeby           | 10 septembre 1910        |        | Young Boys de Berne       |
| -   | Attaquant | Lauro Amadò         | 14 mars 1912             |        | FC Lugano                 |
| -   | Gardien   | Erwin Ballabio      | 20 octobre 1918          |        | Football Club de Granges  |
| -   | Attaquant | Alfred Bickel       | 2 mai 1918               |        | Grasshopper Zurich        |
| -   | Gardien   | Renato Bizzozero    | 1912                     |        | FC Lugano                 |
| -   | Attaquant | Alessandro Frigerio | 15 novembre 1914         |        | Le Havre Athletic Club    |
| -   | Attaquant | Tullio Grassi       | 5 février 1910           |        | FC Lugano                 |
| -   | Milieu    | Albert Guinchard    | 10 novembre 1914         |        | Servette de Genève        |
| -   | Gardien   | Willy Huber         | 17 décembre 1913         |        | Grasshopper Zurich        |
| -   | Attaquant | Leopold Kielholz    | 9 juin 1911              |        | SC Young Fellows Juventus |
| -   | Défenseur | August Lehmann      | 26 janvier 1909          |        | Grasshopper Zurich        |
| -   | Milieu    | Ernst Lörtscher     | 15 mars 1913             |        | Servette de Genève        |
| -   | Défenseur | Severino Minelli    | 6 septembre 1909         |        | Grasshopper Zurich        |
| -   | Milieu    | Oscar Rauch         |                          |        | Grasshopper Zurich        |
| -   | Attaquant | Eugen Rupf          |                          |        | Grasshopper Zurich        |
| -   | Milieu    | Hermann Springer    | 4 décembre 1908          |        | Grasshopper Zurich        |
| -   | Défenseur | Adolf Stelzer       | 1er septembre 1908       |        | Lausanne-Sports           |
| -   | Milieu    | Sirio Vernati       | 12 mai 1907              |        | Grasshopper Zurich        |
| -   | Attaquant | Fritz Wagner        |                          |        | Grasshopper Zurich        |
| -   | Attaquant | Eugène Walaschek    | 20 juin 1916             |        | Servette de Genève        |

## Tchécoslovaquie
Entraîneur : Josef Meissner
| No. | Pos.      | Joueur             | Date de naissance et âge | Sélec. | Club               |
| --- | --------- | ------------------ | ------------------------ | ------ | ------------------ |
| -   | Milieu    | Jaroslav Bouček    | 13 novembre 1912         | 22     | Sparta Prague      |
| -   | Attaquant | Vojtěch Bradáč     | 6 octobre 1913           | 7      | Slavia Prague      |
| -   | Défenseur | Jaroslav Burgr     | 7 mars 1906              | 51     | Sparta Prague      |
| -   | Gardien   | Karel Burkert      | 1er décembre 1909        | 1      | SK Židenice        |
| -   | Défenseur | Pavel Černý        | 1er février 1910         |        | Slavia Prague      |
| -   | Défenseur | Ferdinand Daučík   | 30 mai 1910              | 10     | Slavia Prague      |
| -   | Attaquant | Václav Horák       | 27 septembre 1912        | 9      | Slavia Prague      |
| -   | Milieu    | Karel Kolský       | 21 septembre 1914        | 10     | Sparta Prague      |
| -   | Milieu    | Vlastimil Kopecký  | 14 octobre 1912          | 13     | Slavia Prague      |
| -   | Milieu    | Josef Košťálek     | 31 août 1909             | 36     | Sparta Prague      |
| -   | Attaquant | Arnošt Kreuz       | 14 mars 1910             | 2      | SK Pardubice       |
| -   | Attaquant | Josef Ludl         | 3 juin 1916              | 3      | SK Viktoria Žižkov |
| -   | Attaquant | Oldřich Nejedlý    | 26 décembre 1909         | 38     | Sparta Prague      |
| -   | Milieu    | Otakar Nožíř       | 12 mars 1917             | 0      | Slavia Prague      |
| -   | Défenseur | Josef Orth         |                          |        | Slovan Bratislava  |
| -   | Gardien   | František Plánička | 2 juin 1904              | 71     | Slavia Prague      |
| -   | Attaquant | Antonín Puč        | 16 mai 1907              | 59     | Slavia Prague      |
| -   | Attaquant | Jan Říha           | 11 novembre 1915         | 9      | Sparta Prague      |
| -   | Attaquant | Oldřich Rulc       | 28 mars 1911             | 15     | SK Židenice        |
| -   | Attaquant | Karel Senecký      | 17 mars 1919             | 2      | Sparta Prague      |
| -   | Attaquant | Ladislav Šimůnek   | 4 octobre 1916           | 2      | Slavia Prague      |
| -   | Attaquant | Josef Zeman        | 23 janvier 1915          | 3      | Sparta Prague      |